# Rödvial
Rödvial (Lathyrus cicera) är en ört i familjen ärtväxter. Förekommer i centrala och östra Europa till Centralasien, Medelhavsområdet, Persien, Nordafrika och Kanarieöarna.
Kal ettårig klättrande ört med vingkantade stjälkar. Bladen parbladiga med vanligen två par småblad, 1-9,5 cm långa och 1-10 mm breda, lansettlika eller smalt lansettlika. Klänge med eller utan grenar. Stipler 1-2 cm långa. Blommorna kommer ensamma på 1-3 cm långa skaft i bladvecken. Kronan är röd eller purpurröd, 1-1,6 cm lång. Frukten är en kal balja, 2-4 cm lång med 2-6 frön.

## Synonymer
- Cicercula anceps Moench, 1794 nom. illeg.
- Cicercula cicera (L.) Alef., 1961
- Lathyrus aegaeus Davidov, 1915
- Lathyrus cicera f. ciliata Gómez Hern., 1977
- Lathyrus cicera var. angustifolius Rouy, 1899
- Lathyrus cicera var. genuinus Rouy, 1899 nom. inval.
- Lathyrus cicera var. latifolius Rouy, 1899
- Lathyrus cicera var. subbijugus Cout., 1939
- Lathyrus cicera var. erythrinus (C. Presl) Asch. & Graebn., 1909
- Lathyrus cicerinus St Lager, 1889
- Lathyrus dubius Ten., 1830
- Lathyrus erythrinus C. Presl, 1826
- Lathyrus purpureus C. Presl, 1822 nom. illeg.